# روي سواريس
روي سواريس هو لاعب إسكواش برتغالي، ولد في 5 أكتوبر 1993 في بورتو في البرتغال.

## وصلات خارجية
- روي سواريس على موقع الاتحاد الدولي لمحترفي الاسكواش (مؤرشف) (الإنجليزية)
- روي سواريس على موقع SquashInfo.com (الإنجليزية)